# Meridiani Planum

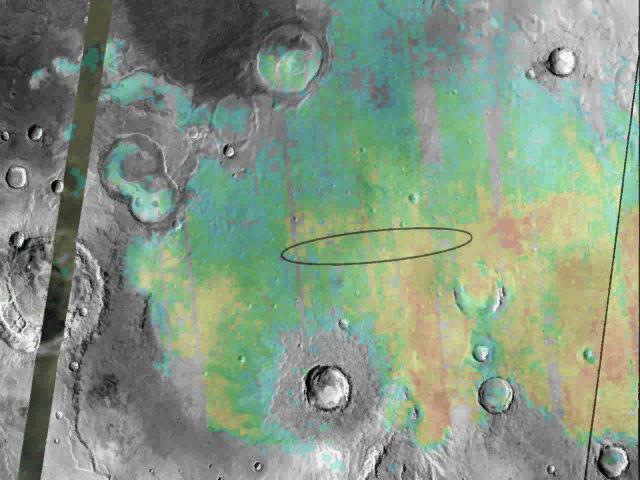
Mapa výskytu hematitu se zvýrazněným místem přistání modulu Opportunity

Meridiani Planum je pláň na Marsu, situovaná 2 stupně jižně od rovníku. Vyskytuje se v ní neobvykle velké množství šedého krystalického hematitu. Na Zemi se hematit vyskytuje zejména u termálních pramenů nebo ve stojatých vodách. Díky tomu se mnoho vědců domnívá, že právě hematit je indikátorem pradávných vodních pramenů na Marsu. Hematit tvoří vrstvenou sedimentární horninu silnou 200 až 800 metrů. V Meridiani Planum dále najdeme například plochy vulkanického čediče a množství impaktních kráterů.

## MiseOpportunity
Roku 2004 se Meridiani Planum stala cílem druhé mise NASA, využívající mobilní robotická vozítka, tzv. Mars Exploration Rovers. Vozítko bylo nazváno Opportunity (česky Příležitost). Měl zde přistát i modul mise Mars Surveyor 2001 Lander, který byl však zrušen po předchozích nezdarech Mars Polar Lander a Mars Climate Orbiter.
Výsledky mise Opportunity naznačily, že v oblasti se v minulosti po dlouhou dobu vyskytovala kapalná voda, pravděpodobně o velké slanosti a kyselosti. Znaky poukazující na tento fakt jsou například šikmé zvrstvené usazeniny, přítomnost malých zakulacených oblázků, dutiny ve skalách a výskyt velkého množství síranu hořečnatého, případně jiných sulfátů (jarosit).

## Krátery v Meridiani Planum

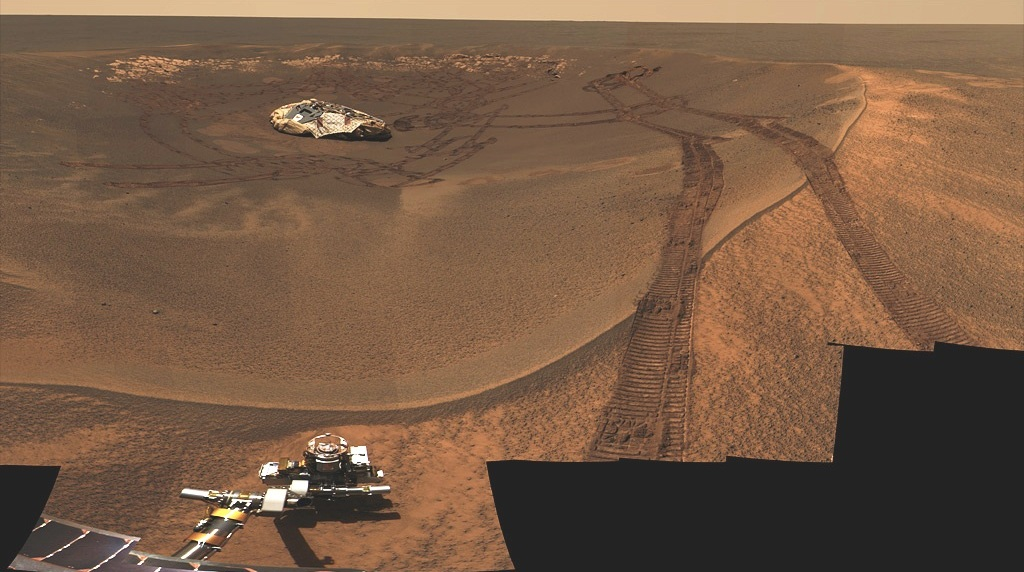
Kráter Eagle na fotografii modulu Opportunity

- Airy - 40 kilometrů v průměru, nachází se asi 375 kilometrů od přistání Opportunity
  - Airy-0 - nachází se uvnitř Meridiani Planum, určuje se podle něj základní poledník Marsu
- Argo - prozkoumán Opportunity
- Beagle - prozkoumán Opportunity
- Beer
- Eagle - místo přistání Opportunity, průměr 30 metrů
- Emma Dean - prozkoumán Opportunity
- Endurance - prozkoumán Opportunity
- Erebus - prozkoumán Opportunity
- Fram - prozkoumán Opportunity
- Mädler
- Victoria - momentální oblast zkoumání Opportunity, průměr 750 metrů
- Vostok - prozkoumán Opportunity